# Hoorns Harmonie Orkest

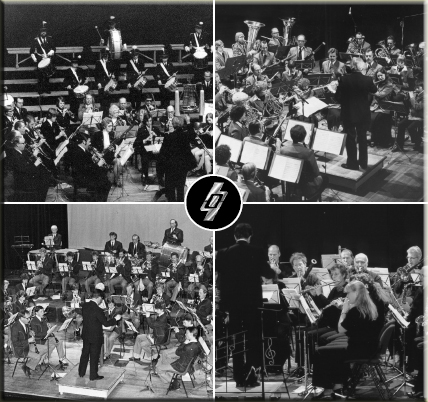
Hoorns Harmonie Orkest, een historische opname

Het Hoorns Harmonie Orkest, afgekort HHO, is een harmonieorkest dat op 7 november 1966 te Hoorn werd opgericht.
Tot dan waren in Hoorn drie harmonieorkesten actief, te weten de muziekvereniging Kunst Na Arbeid (opgericht in 1905, hoofdzakelijk samengesteld uit arbeiders), de katholieke muziekvereniging Apollo (rond 1905) en de christelijke muziekvereniging Crescendo (1926).

Alle drie verenigingen hadden destijds een nieuw instrumentarium nodig, maar een teruglopend ledenbestand was voor de gemeente Hoorn reden af te zien van een financiële injectie. De drie besturen kwamen vervolgens bij elkaar, met het doel te komen tot één vereniging. Destijds een hele verandering, omdat tot dat moment het samengaan van drie vreemde 'bloedgroepen' onbespreekbaar was geweest. Desondanks werd op 6 november 1966 besloten tot oprichting van het huidige Hoorns Harmonie Orkest. Het orkest heeft momenteel (2007) zestig leden, voornamelijk vrouwen.

## Dirigenten
- 1966 - 1968 W. Zwaan,
- 1968 - ???? G. Stam,
- ???? - 1981 J.W. Singerling,
- 1981 - 1988 G. Houter,
- 1988 - heden  J. van der Sterren,